# Троицкосунгурское сельское поселение
Троицкосунгу́рское се́льское поселе́ние — муниципальное образование в составе Новоспасского района Ульяновской области. Административный центр — село Троицкий Сунгур. 

## Население
| 2010  | 2012  | 2013  | 2014  | 2015  | 2016  | 2017  |
| ----- | ----- | ----- | ----- | ----- | ----- | ----- |
| 1624  | ↘1594 | ↘1575 | ↘1554 | ↘1544 | ↗1546 | ↘1544 |
| 2018  | 2019  | 2020  | 2021  |       |       |       |
| ↘1537 | ↗1543 | ↘1517 | ↘1475 |       |       |       |

## Состав сельского поселения
В состав поселения входят 3 населённых пункта — 3 села.
| № | Населённый пункт    | Тип населённого пункта       | Население |
| - | ------------------- | ---------------------------- | --------- |
| 1 | Комаровка           | село                         | 223       |
| 2 | Монастырский Сунгур | село                         | 2         |
| 3 | Троицкий Сунгур     | село, административный центр | 1399      |

## Село в филателии
- В 2010 году Министерство связи России выпустило ХМК — «Ульяновская область. Мемориал войнам-уляновцам погибшим за Отечество (с. Троицкий Сунгур)»[12].